# Mescla de so
La mescla de so és un procés utilitzat en la gravació i l'edició de so per balancejar i equilibrar el volum relatiu i la equalització de les fonts de so que es troben presents en un acte sonor. Freqüentment aquestes fonts de so són diferents instruments musicals en una banda o les seccions d'una orquestra. De la mateixa manera es manipulen paràmetres de volum i ubicació per aconseguir donar-li una especialitat al acte sonor, simulant d'aquesta manera, llocs i atmosferes mitjançant la manipulació d'efectes i altres paràmetres, per posar en contacte ple al públic amb el intèrpret de l'obra musical. També s'utilitza per remoure freqüències innecessàries així com són els sorolls indesitjables, per tal d'oferir un espai a cada element dins la mescla. Aquest mètode també és utilitzat per discjòqueis productors.
La mescla de so és molt relativa, ja que el mateix conjunt de sons pot ser mesclada per diferents editors de so, el qual genera mescles bastant diferents unes de les altres. Tot i així, les eines utilitzades en les mescles d'àudio són sempre les mateixes, però cada editor les utilitza de manera diferent.

## Fonaments necessaris per una mescla de so
El benefici en les mescles és utilitzat per controlar el pla sonor d'un instrument o el conjunt d'ells, així es controla la intensitat d'un so en la mescla. L'equalització serveix per a ubicar a dalt o a baix el so en el pla sonor, és important conèixer l'amplada de banda del instrument per un ús correcte, existeixen taules d'equalització d'instruments que poden ser molt útils.
Els efectes de so com la reverberació són utilitzats per crear la sensació que un instrument ha estat gravat en un entorn acústic diferent. Existeixen més efectes que poden aplicar-se a un so, tals com: chorus, vibrato, trèmolo, phaser, delay, wah-wah, i altres. Els subgrups són una altra part important per les mescles, ja que aquests permeten agrupar els sons, això facilita la realització de la mescla perquè es pot aplicar l'equalització o els efectes de so a un conjunt d'instruments.
Per la correcta realització de les mescles, és essencial tenir monitors d'estudi de camp propers que representen el so el millor possible d'una forma plana sense molta coloració en freqüència.
La compressió és utilitzada en les mescles d'àudio per reduir el rang dinàmic d'un so quan aquest supera un llindar. Això ens permet manipular els senyals d'àudio sense que arribin a distorsionar mantenint un rang dinàmic òptim per la mescla. També podem aplicar porta de soroll, expansors i altres processadors de dinàmica, tot això per millorar la mescla de so.

## Editors de so utilitzats en la mescla
Els editors de so són una eina imprescindible per realitzar les mescles d'àudio en estudis de gravació, aquests editors poden enregistrar el so, processar la seva dinàmica, implementar efectes, equalitzar, entre d'altres. Dins dels editors d'àudio més importants s'hi troben: Pro Tool, Cubase, FL Studio, Logic Pro i Adobe Audition. Hi ha molta varietat d'editors de so, però entre els més recomanats per mescles de so professionals es troben Pro Tool i Cubase, situats dins de la indústria del so professional i la mescla.